# 소라야 에스판디아리바흐티아리
소라야 에스판디아리바흐티아리(페르시아어: ثریا اسفندیاری بختیاری, 영어: Soraya Esfandiary-Bakhtiari, 1932년 6월 22일 ~ 2001년 10월 26일)는 이란 제국의 마지막 샤인 모하마드 레자 팔라비의 두 번째 아내였다. 이혼 후에는 프랑스로 건너가 배우로 활동하기도 했다.